# Hugh Grosvenor (1er duc de Westminster)
Hugh Lupus Grosvenor (13 octobre 1825 - 22 décembre 1899) est un propriétaire terrien anglais, homme politique et propriétaire de chevaux de course. Il hérite d'Eaton Hall dans le Cheshire et de terres à Mayfair et Belgravia à Londres et consacre une grande partie de sa fortune au développement de ces propriétés. Bien qu’il ait été parlementaire à l’âge de 22 ans, puis à la Chambre des lords, ses principaux centres d’intérêt ne sont pas la politique, mais ses domaines, les courses de chevaux et les activités à la campagne. Il développe le haras à Eaton Hall et obtint des succès dans les courses de chevaux, remportant le Derby à quatre reprises. Il s'est également intéressé à divers organismes de bienfaisance. À sa mort, il est considéré comme l'homme le plus riche de Grande-Bretagne.

## Vie privée
Hugh Lupus Grosvenor est le deuxième et dernier fils survivant de Richard Grosvenor, 2e marquis de Westminster et Lady Elizabeth Leveson-Gower, fille cadette de George Leveson-Gower, 1er duc de Sutherland. Il fait ses études au Collège d'Eton et, jusqu'en 1847, à Balliol College, Oxford. Il quitte Oxford sans passer un diplôme pour devenir parlementaire de Chester. Ce siège était occupé par son oncle, Robert Grosvenor qui a décidé de passer à l’un des deux sièges à Middlesex. En 1851, il fait une tournée en Inde et à Ceylan. L'année suivante, le 28 avril, il épouse sa cousine germaine, Lady Constance Sutherland-Leveson-Gower, quatrième fille de George Sutherland-Leveson-Gower, 2e duc de Sutherland. Au moment du mariage, elle a 17 ans. Le mariage a lieu à la chapelle royale au Palais Saint James, à Londres, en présence de la reine Victoria et d'Albert. La mère de Constance a été Maîtresse de la garde-robe de la reine Victoria et « favorite » de la reine. Leur premier enfant, un fils, est né en 1853 et la reine Victoria est devenue sa marraine. En 1874, le couple a onze enfants, dont huit survivent jusqu'à l'âge adulte. cinq fils et trois filles.
En 1880, Constance meurt de la maladie de Bright (néphrite). Deux ans plus tard, en juin 1882, Grosvenor épouse Katherine Cavendish, troisième fille de William Cavendish, 2e baron Chesham et Henrietta Frances Lascelles. Alors âgée de 24 ans; elle est plus jeune que le fils aîné du duc et deux de ses filles. Ils ont quatre enfants, deux fils et deux filles.

## Vie politique et publique
Grosvenor est élu parlementaire whig de Chester en 1847 et continue à représenter cette circonscription jusqu'à la mort de son père en 1869. Devenu marquis de Westminster, il entre à la Chambre des lords. Son premier discours aux Communes est prononcé en 1851 lors d'un débat sur les troubles à Ceylan, peu après sa tournée dans le pays. Autrement, il s'intéresse peu aux affaires de la Chambre des communes jusqu'en 1866, lorsqu'il exprime son opposition au projet de loi de réforme de Gladstone. Cela joue un rôle dans la démission de Gladstone, l'élection du gouvernement conservateur de Derby et la deuxième loi de réforme de Benjamin Disraeli. La relation entre Grosvenor et Gladstone s’améliore plus tard et, en 1874, dans les honneurs de la démission de Gladstone, Grosvenor est créé duc de Westminster. Lorsque Gladstone est redevenu Premier ministre en 1880, il nomme Grosvenor au poste de Maître du cheval, un poste approprié à ses intérêts dans les courses de chevaux, mais "pas un poste politique actif". Dans les années 1880, Grosvenor est en désaccord avec Gladstone, à propos de l'autodétermination pour l'Irlande. Au cours de cette dispute, Grosvenor vend son portrait de Gladstone peint par John Everett Millais. Dix ans plus tard, ils se sont de nouveau réconciliés lorsqu'ils se sont opposés aux atrocités commises par les Turcs contre les Arméniens. À la mort de Gladstone en 1898, Grosvenor préside un comité du mémorial national de Gladstone qui lui commande des statues et reconstruit la bibliothèque St Deiniol de Gladstone à Hawarden, dans le nord du pays de Galles.
En 1860, Grosvenor forme les volontaires du Queen's Westminster Rifle Volunteers et en devient lieutenant-colonel et colonel honoraire en 1881. Il dirige le Cheshire Yeomanry en tant que colonel commandant à partir de 1869. Il soutient également des œuvres de bienfaisance, à un moment ou un autre, il a été le président de cinq hôpitaux de Londres, la Société royale pour la prévention de cruauté envers les animaux, la Metropolitan Abreuvoir et Cattle Association Trough, le Hampstead Heath Protection Society, la Early Closing Association, le Comité uni pour la démoralisation des races autochtones par le trafic de boissons alcoolisées et la Royal Agricultural Society. Il est membre du Conseil pour la promotion de la crémation; à cette époque, la crémation était impopulaire auprès de l'Église. Grosvenor est président du Queen's Jubilee Nursing Fund, une organisation qui fournit des infirmières de district aux pauvres malades, grâce à laquelle il est devenu associé à Florence Nightingale. En 1883, il est nommé Lord Lieutenant du Cheshire et, lors de la création du conseil de comté de Londres en 1888, il devient le premier Lord Lieutenant du Comté de Londres.

## Développement des domaines

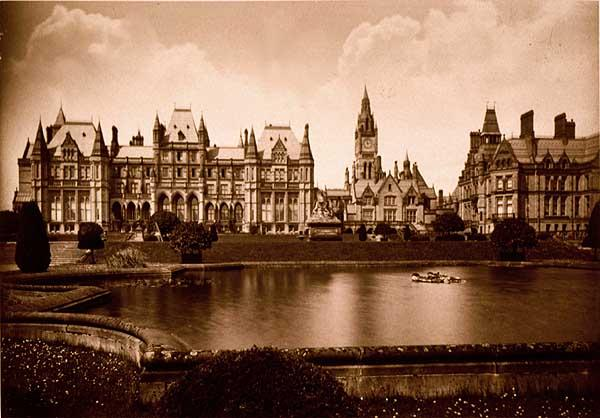
Eaton Hall conçu par Alfred Waterhouse.

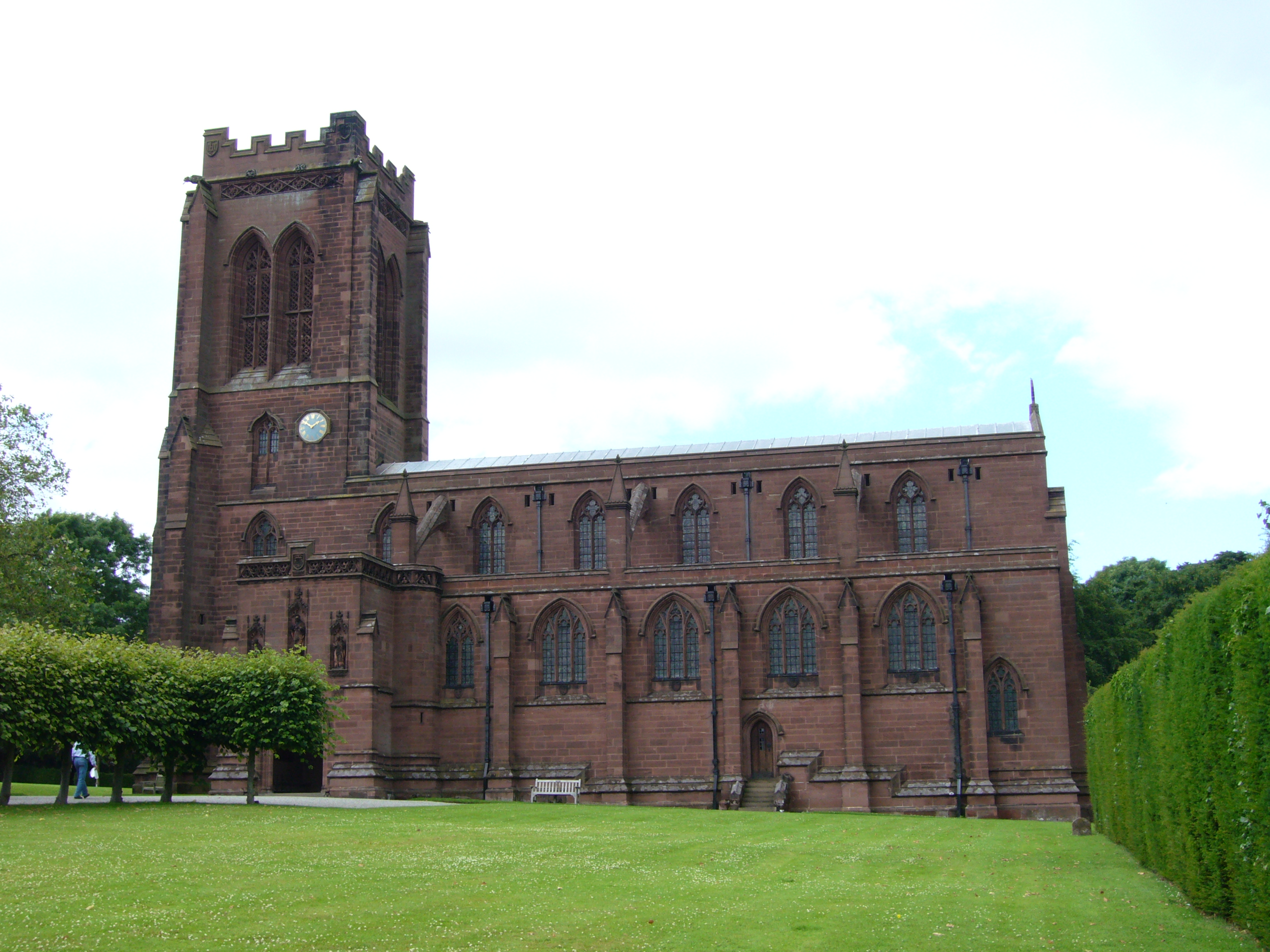
Eglise St Mary, Eccleston conçue par GF Bodley.

Le domaine de Grosvenor a son siège à Eaton Hall dans le Cheshire. Lorsque Grosvenor hérite du domaine, il rapportait au moins 152 000 £ (l'équivalent de 13 790 000 £ en 2015)  par an. Après avoir hérité, l’un de ses premiers actes est de commander une statue de son homonyme, Hugues d'Avranches, qui a été le premier Comte de Chester, de George Frederic Watts. En 1870, Grosvenor charge Alfred Waterhouse de concevoir une nouvelle maison pour remplacer l'ancien château conçu par William Porden et agrandi par William Burn. Le noyau du château précédent a été conservé, les pièces ont été complètement reconstruites et les autres parties ont été remodelées et rénovées. Une aile privée est construite pour servir de résidence à la famille. Elle est reliée au château principal par un couloir. Waterhouse conçoit également la chapelle Eaton et sa tour d'horloge associée, et redessine les écuries. On dit que les invités du château "ne furent pas très amusés" par le carillon de 28 cloches qui a joué 28 airs et sonné chaque quart d'heure pendant le jour et la nuit. Le chantier prend 12 années et a coûté 803 000 £ (équivalent à 79 440 000 £ à compter de 2015). . Le château est décrit comme "le cas le plus ambitieux d'architecture domestique de style néo-gothique dans le pays" et comme "une vaste structure gothique sans gaieté".
Grosvenor construit de nombreux bâtiments sur ses domaines. Il est un mécène de l'architecte de Chester John Douglas. Le biographe de Douglas, Edward Hubbard, estime que le duc a commandé quatre églises et chapelles, huit grandes maisons, environ 15 écoles et institutions, environ 50 fermes (en tout ou en partie), environ 300 cottages, pavillons, forgerons et similaires, deux fromageries, deux auberges et environ 12 bâtiments commerciaux (pour la plupart desquels Douglas était l'architecte) - et il ne s'agissait que des bâtiments de la ville de Chester et du domaine Eaton. Il charge GF Bodley de reconstruire l'église St Mary dans son village d'Eccleston, dans le Cheshire, achevée en 1899, année de son décès. Il dépense également de l'argent pour Grosvenor House à Londres et Cliveden dans le Buckinghamshire, dont il a hérité à la mort de sa belle-mère. Il construit des pavillons de tir dans des domaines sportifs à Sutherland, en Écosse, qu’il loue à son cousin, le duc de Sutherland.
La richesse de Grosvenor provient principalement des loyers fonciers de Mayfair et de Belgravia à Londres; ils sont passés d'environ 115 000 £ (équivalent de 10 810 000 £ à compter de 2015) en 1870 à environ 250 000 £ (équivalent à 27 640 000 £ de 2015)  par an en 1899. Il supervise de nombreuses reconstructions à Mayfair et charge des architectes tels que Norman Shaw, Aston Webb et Alfred Waterhouse de concevoir de nouveaux bâtiments. Il a ses propres opinions sur les styles architecturaux et la décoration, privilégiant le style Queen Anne plutôt que le stuc à l'italienne préféré de son père. Il s'oppose à l'utilisation de poteaux et de fils télégraphiques et ne permet aucun travail de construction pendant la saison londonienne. Il encourage la fourniture d'un plus grand nombre d'urinoirs, à la fois sur son domaine et à Londres en général, et est décrit comme un "agent de planification et de contrôle indépendant".

## Personnalité et intérêts personnels
L'intérêt majeur de Grosvenor est les courses de chevaux. En 1875, il établit une écurie de course à Eaton, employant 30 Palefreniers et garçons, avec deux ou trois étalons et environ 20 juments. Il considère cela non pas comme une extravagance, mais plutôt comme un devoir aristocratique. Il n'a jamais joué ni misé sur aucun de ses chevaux. En 1880, un de ses chevaux, Bend Or, monté par Fred Archer, apporte à sa casaque le premier de ses quatre Derby d'Epsom. Il élève et fait courir Ormonde, considéré comme l'un des plus grands champions du siècle. Avec ses succès et la vente de chevaux, il parvient à autofinancer son hobby. 
Grosvenor s'intéresse aux activités de chasse au chevreuil et de chasse au cerf à la campagne, à la fois dans les Highlands écossaises et dans son domaine de Cheshire, et enrichi la collection d'art de la famille. Grosvenor est Abstème et partisan de la tempérance. Dans son domaine de Mayfair, il réduit le nombre de tavernes et de brasseries de 47 à huit.

## Dernière année et mort
En 1899, la dernière année de sa vie, il appuie le projet de loi Seats for Shops Assistants (visant à réduire la cruauté envers les employés), a traqué un cerf en Écosse et assisté au mariage d’une de ses petites-filles. Plus tard cette année-là, alors qu'il visite la même petite-fille à Cranborne, dans le Dorset, il développe une bronchite, dont il meurt.
Il est incinéré à Woking Crematorium et ses cendres sont enterrées dans le cimetière de l'église Eccleston, dans le Cheshire. Le premier duc de Westminster fait ériger deux cénotaphes en son honneur, l'un dans la chapelle Grosvenor d'Eccleston et l'autre dans le transept sud de la Cathédrale de Chester. Un autre mémorial est un vitrail dans le transept sud de l'Abbaye de Westminster, dédié par le doyen en septembre 1902.
Son petit-fils, Hugh, lui succède en tant que duc de Westminster. À sa mort, il est "réputé être l'homme le plus riche de Grande-Bretagne"; sa succession aux fins d'homologation est de 594 229 £ (équivalent à 65,7 millions de £ en 2015)  et ses biens immobiliers (qui ne font donc pas partie de son patrimoine personnel en vertu de la loi de cette époque) valaient environ 6 000 000 £ .

## Famille

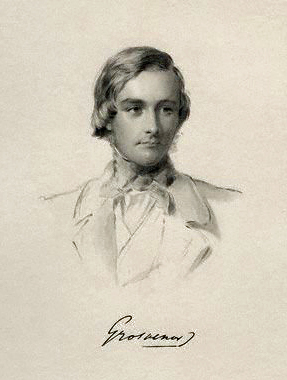
Grosvenor vers 1855

Le duc s'est marié deux fois et est père de quinze enfants dont douze sont arrivés à l'âge adulte. La différence d'âge entre son fils aîné Victor et son plus jeune fils Edward est de trente-neuf ans.
La première épouse du duc, qu'il épouse en 1852, est sa cousine germaine, Lady Constance Sutherland-Leveson-Gower, quatrième fille de son oncle maternel, le 2e duc de Sutherland. Ils ont onze enfants, dont huit ont survécu à l'âge adulte :
- Victor Alexander Grosvenor, comte de Grosvenor (28 avril 1853 - 22 janvier 1884), qui épouse lady Sibell Mary Lumley, fille de Richard Lumley, 9e comte de Scarbrough et de Frederica Mary Adeliza Drummond. Il est le père de Hugh Grosvenor, 2e duc de Westminster
- Elizabeth Harriet (11 octobre 1856 - 25 mars 1928), qui épouse James Butler, 3e marquis d'Ormonde.
- Beatrice Constance (14 novembre 1858 - 12 janvier 1911), qui épouse Charles Cavendish, 3e baron Chesham, neveu de sa belle-mère, troisième baron Chesham en 1877.
- Lord Arthur Hugh (31 mai 1860 - 29 avril 1929), marié à Helen, fille de Sir Robert Sheffield, 5e baronnet.
- Henry George (23 juin 1861 - 27 décembre 1914), qui épouse d'abord Dora Mina, fille de James Hay Erskine Wemyss, et père de William Grosvenor, 3e duc de Westminster ; et en secondes noces, Rosamund Angharad, fille d'Edward Lloyd.
- Robert Edward (19 mars 1869 - 16 juin 1888), décédé célibataire.
- Margaret Evelyn (9 avril 1873 - 27 mars 1929), qui épouse Adolphus Cambridge, 1er marquis de Cambridge, frère cadet de la reine Mary.
- Gerald Richard (14 juillet 1874 - 10 octobre 1940), décédé célibataire[13].

Constance est décédée en 1880. En juin 1882, Grosvenor épouse Katherine Cavendish, troisième fille du 2e baron Chesham. Ils ont quatre enfants :
- Lady Mary Cavendish (12 mai 1883 - 14 janvier 1959), mariée avec Henry Crichton, vicomte Crichton (1872-1914), et mère de John Crichton, 5e comte Erne ; et en secondes noces avec le colonel l'hon. Algernon Francis Stanley (1874-1962).
- Lord Hugh William (6 avril 1884 - 30 octobre 1914), qui épouse Lady Mabel Florence Mary, fille de John Crichton, 4e comte Erne, et qui est le père de Gerald Grosvenor, 4e duc de Westminster et Robert Grosvenor 5e duc de Westminster. Il est tué au combat lors de la Première Guerre mondiale.
- Lady Helen Frances (5 février 1888 - 21 octobre 1970), épouse le brigadier-général Lord Henry Seymour (1878-1939) et est la mère de Hugh Seymour, 8e marquis de Hertford. Elle a donné son nom à la maison Lady Helen Seymour, appartenant à l'ancien hôpital Sainte-Marie pour femmes et enfants de Plaistow[14].
- Lord Edward Arthur (27 octobre 1892 - 26 août 1929), qui épouse Lady Dorothy Margaret, fille de Valentine Browne, 5e comte de Kenmare[13].